# Tabea Sellner
Tabea Sellner, née Tabea Waßmuth le 25 août 1996 à Gießen, est une footballeuse internationale allemande évoluant au poste d'attaquante avec le VfL Wolfsburg.

## Biographie

### En club
Tabea Waßmuth commence le football à cinq ans dans les équipes de garçons du Karlsruhe FV. En 2009, elle rejoint les équipes de jeunes du TSG 1899 Hoffenheim. En 2012, elle est championne d'Allemagne en junior puis en fin de saison 2012-2013 joue avec l'équipe réserve de Hoffenheim. En 2014, elle participe à la promotion de l'équipe réserve en deuxième Bundesliga.
En 2015, elle fait ses débuts avec l'équipe première en Bundesliga. Après une saison 2020-2021 bouclée à une historique troisième place, elle est recrutée par le VfL Wolfsburg, avec qui elle découvre la Ligue des champions. Dès sa première saison, elle termine la phase de groupes en tête du classement des buteuses avec 8 réalisations.

### En équipe nationale
Waßmuth connaît sa première sélection en équipe d'Allemagne le 22 septembre 2020 face au Monténégro lors des éliminatoires de l'Euro 2022 (victoire 0-3). Le 1er décembre 2020, elle inscrit ses deux premiers buts en équipe nationale, contre l'Irlande, toujours lors des éliminatoires de l'Euro (victoire 1-3).

## Palmarès

### En club
VfL Wolfsburg
- Championne d'Allemagne
  - Champion : 2022
- Coupe d'Allemagne féminine de football
  - Vainqueur : 2022 et 2023

### Sélection
- Équipe du Allemagne
  - Championnat d'Europe
    - Finaliste : 2022